# Zaproszenie (album)
Zaproszenie – trzeci studyjny album Kasi Klich.

## Lista piosenek
1. "Zaproszenie"
2. "Jeśli wiara czyni cuda"
3. "Jak najciszej"
4. "Czasami lepiej"
5. "Nie pamiętam"
6. "Toksyczna miłość"
7. "Kto uratuje" (feat. DonGURALesko)
8. "Calling You"
9. "Zbyt pochopnie"
10. "Kochaj mnie"
11. "Żegnaj więc"
12. "Toksyczna miłość" (Remix)

## Sprzedaż
| Oficjalna Lista Sprzedaży OLiS |    |    |    |    |
| Tydzień                        | 01 | 02 | 03 | 04 |
| Pozycja                        | 28 | 42 | 43 | -  |